# 格列別尼亞基
格列別尼亞基（烏克蘭語：Гребеняки），是烏克蘭中部的村莊，隸屬波爾塔瓦州的米爾霍羅德區。該村距離科韋爾季納巴爾卡1公里，2001年該村落人口1。